# Niederurdorf

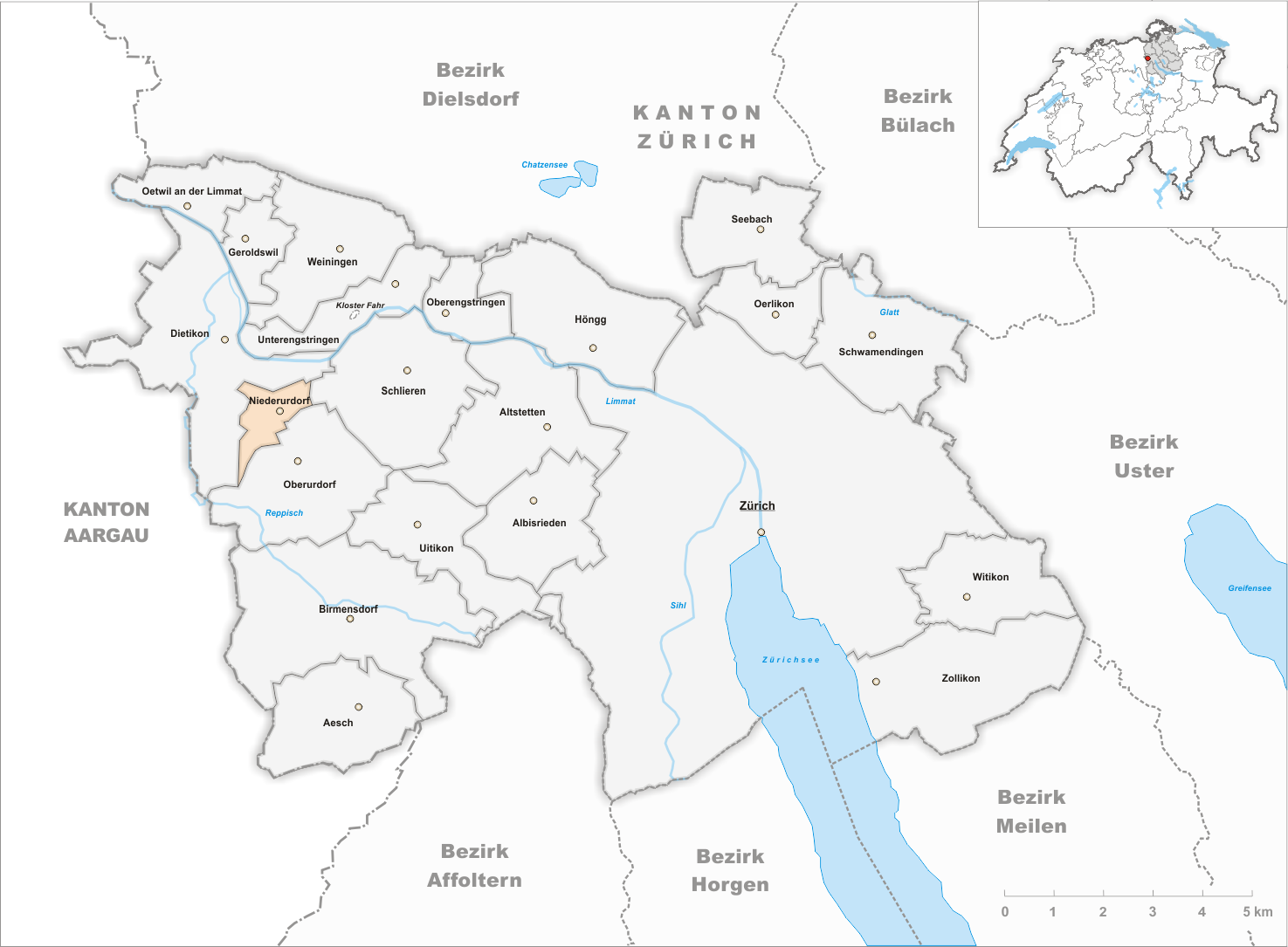
Gemeindestand vor der Fusion am 1. Januar 1931

Niederurdorf ist eine Ortschaft der Gemeinde Urdorf im Bezirk Dietikon des Schweizer Kantons Zürich. Ab 1832 bildete Niederurdorf eine eigene Gemeinde, ehe sie am 1. Januar 1931 erneut mit Oberurdorf zur Gemeinde Urdorf fusioniert wurde.